# Lista de ministros da Justiça da Guiné-Bissau
O Ministério da Justiça da Guiné-Bissau tem funções como supervisionar a administração e os recursos humanos do judiciário e do Ministério Público, publicar e divulgar informações jurídicas ao público e combater o crime organizado e o tráfico de drogas que possam ameaçar a segurança do país. cidadãos e impactar o sistema de justiça.

## Lista de ministros (pós 1974 após independência)
- Fidelis Almeida Cabral[1] (1974-1983) (Comissário da Justiça)
- Filinto de Barros[2] (1983-1984)(Comissário da Justiça)
- Paulo Correia[3] (1985-1986) (Ministro da Justiça e Governamento Local)
- Vasco Cabral[4] (1986-1987)
- Nicandro Pereira Barreto[5] (1988-1990)
- Mario Cabral (1990-1991)
- João Aurigema Cruz Pinto[6] (1992)
- Mamadu Aliu Djalo Pires[7] (1992-1994)
- Daniel Ferreira[8] (1994-1999)
- Carlos Domingos Gomes[9] (2000)
- Antonieta Rosa Gomes[10] (2000-2001) [1a mulher]
- Dionisio Cabi[10] (2001)
- Carlos Pinto Pereira[10] (2002)
- Vesã Gomes Naluak [10] (2002-2003)
- Raimundo Perreira[10] (2004-2006)
- Namuano Dias Gomes[10] (2006-2007)
- Carmelita Barbosa Rodrigues Pires[10] (2007-2009)
- Mamadu Djalo Pires[10] (2009-2011)
- Adelino Mano Queta[10] (2011-2012)
- Mamadu Saido Balde[10] (2012-2013)
- Carmelita Pires[10] (2014-2015)
- Aida Fernandes[11](2015-2016)
- Luís Olundo Mendes (2016)
- Rui Sanha[10] (2017–2018)
- Mamadú Iaia Djaló[12] (2018–2019)
- Ruth Monteiro[13] (2019-2020)
- Fernando Mendonça[14](2020-atualidade)